# Liste indogermanischer Wortgleichungen
Die folgenden Tabellen listen einige der vielen indogermanischen Wörter und Wortwurzeln mit Entsprechungen (oder Wortgleichungen) in den wichtigsten Sprachzweigen der indogermanischen Sprachfamilie auf.

## Personen
|        | idg.                                     | heth.   | ai.         | av.               | gr.                     | lat.              | toch. (B)  | got.        | ais.                | ahd.                 | ae.                   | ne.                            | nhd.                 | air.  | ky.              | lit.          | aksl. | arm. | alb.           |
| ------ | ---------------------------------------- | ------- | ----------- | ----------------- | ----------------------- | ----------------- | ---------- | ----------- | ------------------- | -------------------- | --------------------- | ------------------------------ | -------------------- | ----- | ---------------- | ------------- | ----- | ---- | -------------- |
| Person | *(dʰ)g̑ʰémōn-/-on-/-n-; *(dʰ)g̑ʰmṓn- usw.  |         |             |                   |                         | homō              | śaumo      | guma „Mann“ | gumi                | gomo                 | guma                  | groom ‚Bräutigam, Stallknecht‘ | Bräutigam            | duine | dyn              | žmuõ          |       |      |                |
| Mann   | *h₂n-ḗr- / h₂n-ér- / h₂n-r-´             |         | nár-        | nar-              | ἀνήρ (anḗr)             | Nerō (Männername) |            |             | Njǫrðr (Göttername) |                      |                       |                                |                      | nerth | nêr „Held“       | nóras „Wille“ |       | ayr  | njeri „Mensch“ |
| Mann   | *wi-ró-; iir. und lit. *wī-ró-           |         | vīrá-       | vīra-             |                         | vir               | wir „jung“ | waír        | verr                | wer; wer(alt) „Welt“ | wer; weor(old) „Welt“ | wor(ld) „Mannesalter“          | Wer(wolf), We[r](lt) | fer   | gwr              | výras         |       |      |                |
| Frau   | *gʷén-eh₂-/gʷon-éh₂-/ gʷn-éh₂-; *gʷḗn-i- | *kuu̯an- | jániḥ, jánī | gǝnā, γnā, ǰaini- | γυνή (gunḗ), μνα̅́- (mnā́) |                   | śana       | qēns ~ qinō | kvæn ~ kona         | quena                | cwēn ~ cwene          | †quean ~ queen ‚Königin‘       | Quän                 | ben   | benyw „weiblich“ | žmoná         | žena  | kin  |                |

## Verwandtschaftsbezeichnungen
|                       | idg.                                    | heth.                   | ai.      | av.                              | gr.                                  | lat.            | toch. (B) | got.    | ais.   | ahd.    | ae.      | ne.      | nhd.               | air.             | ky.                | lit.                                | aksl.   | arm.   | alb.              |
| --------------------- | --------------------------------------- | ----------------------- | -------- | -------------------------------- | ------------------------------------ | --------------- | --------- | ------- | ------ | ------- | -------- | -------- | ------------------ | ---------------- | ------------------ | ----------------------------------- | ------- | ------ | ----------------- |
| Mutter                | *meh₂tér-                               |                         | mātár-   | mātar-                           | μήτηρ (mḗtēr)                        | māter           | mācer     |         | móðir  | muoter  | mōdor    | mother   | Mutter             | máthir           | modryb „Tante“     | mótina; (motė „Frau“)               | mati    | mayr   | motër „Schwester“ |
| Vater                 | *ph₂tér-                                |                         | pitár-   | pitar-                           | πατήρ (patḗr)                        | pater           | pācer     | fadar   | faðir  | fater   | fæder    | father   | Vater              | athir            | edryd „Wohnstätte“ |                                     |         | hayr   |                   |
| Bruder                | *bʰréh₂tor-                             |                         | bhrā́tar- | brātar-                          | φράτωρ (phrā́tōr)                     | frāter          | procer    | brōþar  | bróðir | bruoder | brōþor   | brother  | Bruder             | bráth(a)ir       | brawd              | brõlis; (broterỹstė ‚Bruderschaft‘) | bratrŭ  | ełbayr |                   |
| Schwester             | *swésor-                                |                         | svásar-  | x ̌aŋhar-                         | ἔορ (archaisch)                      | soror           | ṣer       | swistar | systir | swester | sweostor | sister   | Schwester          | siur             | chwaer             | sesuõ                               | sestra  | kʿoyr  | vajzë „Mädchen“   |
| Tochter               | *dʰugh₂-tér-; heth. *dʰwégh₂-tr-        | duttarii̯ata/i-(Luwisch) | duhitár- | dugədar-                         | θυγάτηρ (thugátēr)                   | futír (Oskisch) | tkācer    | daúhtar | dóttir | tohter  | dohtor   | daughter | Tochter            |                  | duxtir (Gallisch)  | duktė, dukrà                        | dŭšter- | dowstr |                   |
| Sohn                  | *su-nú-, *su-yú-; iir. und bsl. *sū-nú- |                         | sūnú-    | hūnuš                            | υἱός (huiós), archaisch υἱύς (huiús) |                 | soyä      | sunus   | sunr   | sunu    | sunu     | son      | Sohn               | suth „Nachwuchs“ | hogyn „Knabe“      | sūnùs                               | synŭ    | ustr   |                   |
| Neffe/Enkel/Nachfahre | *népōt/népot-                           |                         | nápāt-   | napāt-                           | νέποδες (népodes)                    | nepōs           |           |         | nefi   | nevo    | nefa     | nephew   | Neffe              | nia              | nai                | nep(u)otis (Altlitauisch)           | netijĭ  |        | nip               |
| Schwager              | *dā/aywḗr-; *dā/aywér-                  |                         | devár-   | lēvar (Pashtu) / ēvar (Persisch) | δαήρ (dāḗr)                          | lēvir           |           |         |        | zeihhur | tācor    |          | mhd. zeicher       |                  |                    | díeveris                            | dĕverĭ  | tagr   |                   |
| Schwiegertochter      | *snus-ó-s                               |                         | snuṣā́-   | suna (Persisch)                  | nuós                                 | nurus           | nu        |         | snor   | snura   | snoru    |          | (veraltet:) Schnur |                  |                    |                                     | snŭcha  | nu     | nuse „Braut“      |
| Schwiegermutter       | *swek̑rū́-                                |                         | śvaśrū́-  | xvasura                          | hekurā́                               | socrus          |           | swaίhrō | sværa  | swehur  | swehor   |          | Schwieger          |                  | chwegr             | šẽšuras „Schwiegervater“            | svekry  | skesur | vjehërr           |

## Pronomina
|                                | idg.                       | heth.                 | ai.               | av.                    | gr.             | lat.       | toch. (B)                   | got.  | ais. | ahd.   | ae.   | ne.      | nhd. | air.               | ky.      | lit.                                             | aksl.                     | arm.  | alb.         |
| ------------------------------ | -------------------------- | --------------------- | ----------------- | ---------------------- | --------------- | ---------- | --------------------------- | ----- | ---- | ------ | ----- | -------- | ---- | ------------------ | -------- | ------------------------------------------------ | ------------------------- | ----- | ------------ |
| ich                            | *égh₂                      | ūk                    | ahám              | azǝm                   | egṓ, egṓn       | egō        | ñuk                         | ik    | ek   | ih     | ic̣    | I        | ich  |                    |          | àš                                               | azŭ                       | es    | unë          |
| mich                           | *h₁mé-                     | ammuk                 | mām               | mąm                    | emé, me         | mē(d)      |                             | mik   | mik  |        | mē(c̣) | me       | mich | me-sse, mé         | mi „ich“ | manè                                             | mę                        | is    | më           |
| mir (Dat.)                     | *h₁még̑ʰi                   | ammuk                 | máhya(m)          | maibya                 | moi             | mihi       |                             | mis   | mér  |        | mē    | me       | mir  | -m- (Infix)        |          | mán                                              |                           | inj   |              |
| von mir                        | *h₁méme-                   |                       | máma              | mana                   | emeĩo           | meī        | ñi                          | meins | minn |        | mīn   | my, mine | mein |                    | fyn      | mana(s)                                          | mene                      | im    | mua, mue     |
| mein                           | *h₁m-ó-                    | miš                   | ma/mā             | ma                     | emós            | meus       | ñi                          | meina | minn |        | mīn   | my, mine | mein |                    | fyn      | màno                                             | moj                       | im    | meje         |
| du                             | *tú                        | zik                   | t(u)vám           | tū                     | sú (dor. tú)    | tū         | t(u)we                      | þu    | þú   | du     | þū    | thou     | du   | tū, tu-ssu         | ti       | tù                                               | ty                        | du    | ti           |
| wir                            | *wéy                       | wēš                   | vay-ám            | vaēm                   | hēm-            |            | wes                         | weis  | vít  |        | wē    | we       | wir  |                    |          | (dial.) vẽdu, vẽdvi „wir beide“; mès „wir“       | vě „wir beide“            |       |              |
| uns                            | *n̥s-mé, enkl. *nos         | anzāš, enkl. naš      | asmān, enkl. naḥ  | ahma, enkl. nǝ̄, nā̊, nō |                 | nōs        |                             | uns   | oss  |        | ūs    | us       | uns  | ni                 | ni, ny   | (dial.) nuõdu „wir beide“; nōuson (altpreußisch) | na „wir beide“, nas „uns“ |       | na, ne „wir“ |
| ihr (2. Person Nom.Pl.)        | *yū́                        |                       | yūyám             | yūžǝm, yūš             | hum-            |            | yes                         | jūs   | ér   |        | gē    | ye       |      | sī, sissi          | chwi     | jũs                                              | vy                        |       | ju           |
| euch (2. Person Akk./Dat.Pl.)  | *us-wé, *us-mé, enkl. *wos | šumeš                 | yuṣmā́n, enkl. vas | yūšmat̃, enkl. vā̊       | hum-, äol. úmme | vōs „ihr“  |                             | izwis |      |        | ēow   | you      | euch | uai-b („von euch“) |          |                                                  | vas                       |       | u            |
| sich (Refl. Pron.)             | *s(w)e-                    | lyd. s'fa-, kar. sfes | sva-              | hva-                   | hé              | sē         |                             | swes  | sik  | sih    | seolf | self     | sich | fein               |          | sava(s)                                          | svoji                     | inkʿs | vetë         |
| was (Relativ./Interrog. Pron.) | *kʷíd, kʷód                | kuit                  | kím               |                        | tí, tì          | quid, quod |                             | ƕa    | hvat |        | hwæt  | what     | was  | cid                |          | kàd „daß; damit“                                 | čь-to                     | i     | si           |
| wer (Relativ./Interrog. Pron.) | *kʷís, kʷós, kʷéy/kʷóy     | kuiš                  | káḥ, kíḥ          | kō, čiš                | tís, tìs        | quis, quī  | kuse                        | ƕas   | hvar | (h)wer | hwā   | who      | wer  | cia                | pwy      | kàs                                              | kъ-to                     | о     | kë           |
| Neg-Part.                      | *n̥-                        |                       | a-, an-           | a-, an-                | a-, an-         | in-        | a(n)-, am-, e(n)-, em-, on- | un-   | ú-   |        | un-   | un-      | un-  | in-, ē-, an-       | an-      | ne-                                              | ne-                       | an-   |              |

## Zahlwörter
|                | idg.                       | heth.              | ai.                                          | av.                         | gr.                                     | lat.                                                                     | toch. (B) | got.                 | ais.        | ahd.                           | ae.      | ne.        | nhd.       | air.                      | ky.             | lit.            | aksl.                | arm.                                     | alb.                   |
| -------------- | -------------------------- | ------------------ | -------------------------------------------- | --------------------------- | --------------------------------------- | ------------------------------------------------------------------------ | --------- | -------------------- | ----------- | ------------------------------ | -------- | ---------- | ---------- | ------------------------- | --------------- | --------------- | -------------------- | ---------------------------------------- | ---------------------- |
| eins, zusammen | *sém-                      |                    | samá- „irgendein“                            | hama- „irgendein, alle“     | heĩs, hén, mía *sém-s, *sém, *sm-iy-éh₂ | sem-el „einmal“, sim-plex „einfach“, sin-gulī „einzeln“, sem-per „immer“ | ṣe        | (sa) sama „derselbe“ | samr, saman | (der) samo, saman, (zi) samane | same     | (the) same | (zu)sammen | samlith „zur selben Zeit“ | hafal „ähnlich“ | sam-, są- „mit“ | samŭ „eins, alleine“ | mi „eins“ *sm-iyó-; ez „einer“ *sém-g̑ʰo- | gjithë „alle“ *sém-k̑o- |
| 1              | *óy-no-s, óy-wo-s, óy-ko-s |                    | ḗka-                                         | aēva-                       | oĩnos                                   | ūnus                                                                     |           | ains                 | einn        | ein                            | ān       | one        | ein(s)     | ōen                       | un              | víenas          | inŭ                  |                                          | një                    |
| 2              | *dwóh₁                     | dā-                | dvā́(u)                                       | dva                         | dúō                                     | duo < duō                                                                | wi        | twái                 | tveir/tvær  | zwa, zwo                       | twā      | two        | zwei       | da                        | dau             | dù              | dŭva                 | erku                                     | dy                     |
| 3              | *tréyes; heth. teri-       | teri-; luw. tarri- | tráyaḥ                                       | ϑrayō, ϑrayas               | treĩs                                   | trēs                                                                     | trai      | þreis                | þrír        | dri                            | þrīe     | three      | drei       | trí                       | tri             | trỹs            | trĭje                | erekʿ                                    | tre                    |
| 4              | *kʷetwóres                 |                    | masc. catvā́raḥ, neut. catvā́ri, fem. cátasraḥ | masc. čaϑwārō, fem. čataŋrō | téssares                                | quattuor                                                                 | śtwer     | fidwor               | fjórir      | fior                           | fēower   | four       | vier       | ceth(a)ir                 | pedwar          | keturì          | četyre               | čʿorkʿ                                   | katër                  |
| 5              | *pénkʷe                    |                    | páñca                                        | panča                       | pénte                                   | quīnque                                                                  | piś       | fimf                 | fim(m)      | fimf                           | fīf      | five       | fünf       | cóic                      | pum(p)          | penkì           | pętĭ                 | hing                                     | pesë                   |
| 6              | *swék̑s                     |                    | ṣáṣ                                          | xšvaš                       | héx                                     | sex                                                                      | ṣkas      | sáihs                | sex         | sehs                           | siex     | six        | sechs      | sé                        | chwech          | šešì            | šestĭ                | vecʿ                                     | gjashtë                |
| 7              | *septḿ̥                     | šipta-             | saptá                                        | hapta                       | heptá                                   | septem                                                                   | ṣukt      | sibun                | sjau        | sibun                          | seofon   | seven      | sieben     | secht                     | saith           | septynì         | sedmĭ                | ewtʿn                                    | shtatë                 |
| 8              | *h₁ok̑tṓ(w)                 |                    | aṣṭā́(u)                                      | ašta                        | oktṓ                                    | octō                                                                     | okt       | ahtáu                | átta        | ahto                           | eahta    | eight      | acht       | ocht                      | wyth            | aštuonì         | osmĭ                 | utʿ                                      | tetë                   |
| 9              | *(h₁?)néwn̥                 |                    | náva                                         | nava                        | ennéa                                   | novem                                                                    | ñu        | niun                 | níu         | nium                           | nigon    | nine       | neun       | noí                       | naw             | devynì          | devętĭ               | inn/inən                                 | nëntë                  |
| 10             | *dék̑m̥(t)                   |                    | dáśa                                         | dasa                        | déka                                    | decem                                                                    | śak       | taíhun               | tíu         | zehan                          | tien     | ten        | zehn       | deich                     | deg, deng       | dẽšimt          | desętĭ               | tasn                                     | dhjetë                 |
| 20             | *(d)wī́k̑m̥̥tih₁ „two tens“    |                    | viṁśatí                                      | vīsaiti                     | eíkosi                                  | vīgintī                                                                  | ikäṃ      |                      | tuttugu     | zweinzug                       | twēntig  | twenty     | zwanzig    | foiche                    | ugain           |                 |                      | kʿsan                                    | zet                    |
| 100            | *(d)k̑m̥-tó-m                |                    | śatám                                        | satǝm                       | he-katón                                | centum                                                                   | kante     | hunda                | hund-rad    | hunt                           | hund-red | hundred    | hundert    | cét                       | can(t)          | šim̃tas          | sŭto                 |                                          | qind                   |

## Körperteile
|            | idg.                        | heth.               | ai.                    | av.           | gr.                             | lat.                    | toch. (B)             | got.                                   | ais.   | ahd.   | ae.          | ne.    | nhd.  | air.                          | ky.            | lit.              | aksl.                             | arm.    | alb.                 |
| ---------- | --------------------------- | ------------------- | ---------------------- | ------------- | ------------------------------- | ----------------------- | --------------------- | -------------------------------------- | ------ | ------ | ------------ | ------ | ----- | ----------------------------- | -------------- | ----------------- | --------------------------------- | ------- | -------------------- |
| Auge       | *h₃ókʷ-                     |                     | ákṣi                   | aši           | ósse „beide Augen“; ómma „Auge“ | oculus                  | ek                    | áugō (germ. *au- aus obliqu. *h₃okʷ-´) | auga   | ouga   | ēage         | eye    | Auge  | enech „Gesicht“ (auch „Ehre“) | enep           | akìs              | oko                               | akn     | sy                   |
| Herz       | *k̑érd-                      | karz                | hṛd                    | zǝrǝd         | kardíā                          | cor                     | käryāñ                | haírtō                                 | hjarta | herza  | heorte       | heart  | Herz  | cride                         | craidd „Mitte“ | širdìs            | srŭdĭce                           | sirt    |                      |
| Nase       | *nás-                       |                     | nā́sā                   | nāh-, nā̊ŋhan- |                                 | nāris                   |                       |                                        | nǫs    | nasa   | nosu, nasu   | nose   | Nase  |                               |                | nósis             | nosŭ                              |         |                      |
| Knie       | *g̑énu, g̑néws                | genu                | jā́nu                   | zānu          | gónu                            | genū                    | keni                  | kniu                                   | kné    | knio   | cnēo         | knee   | Knie  |                               |                |                   |                                   | cunr    | gju                  |
| Fuß        | *pḗd-, *péd-; pṓd-, pod-´   | pata-               | pāt                    | pad-          | poús                            | pēs                     | pai                   | fōtus                                  | fótr   | fuoz   | fōt          | foot   | Fuß   | mir. ed „Gangart“             | gall. ades     | pėdà              | pěšǐ „zu Fuß“                     | otn     | poshtë „darunter“    |
| Zahn       | *h₁d-ént-/h₁d-ónt-/h₁d-ń̥t-  |                     | dan                    | dantan-       | odṓn                            | dēns                    |                       | tunþus                                 | tǫn    | zan(d) | tōþ          | tooth  | Zahn  | dét                           | dant           | dantìs            | russ. десна [desná] „Zahnfleisch“ | atamn   | dham (gegisch)/dhëmb |
| Knochen    | *h₂óst-                     | ḫaštāi-             | ásthi                  | ast-, asti-   | ostéon                          | os                      | B āy, pl. āsta        |                                        |        |        |              |        |       | asil, asna „Rippe“            | asen „id.“     |                   |                                   | oskr    | asht(ë)              |
| Blut       | *h₁ésh₂-r̥, Gen. *h₁sh₂-én-s | ēšḫar, Gen. išḫanas | ásr̥k, ásr̥t, Gen. asnáḥ |               | éar, eíar, ẽar, Gen. eíaros     | aser, asser (archaisch) | yasar                 |                                        |        |        |              |        |       |                               |                | lett. asins       |                                   | ariun   |                      |
| Zunge      | *dn̥g̑ʰúh₂-, *dn̥g̑ʰwéh₂-       |                     | jihvā́                  | hizvā         |                                 | lingua (arch. dingua)   | käntwo                | tuggō                                  | tunga  | zunga  | tunge        | tongue | Zunge | tengae                        | tafod          | liežùvis          | językŭ                            | lezu    |                      |
| Wange/Kinn | *g̑énu, g̑néws                |                     | hánu-ṣ                 | zānu-         | génus                           | gena                    | śanwem (A) „Kinnlade“ | kinnus                                 | kinn   | kinni  | c̣inn         | chin   | Kinn  | gi(u)n                        | gen            | žándas „Kinnlade“ |                                   |         |                      |
| Ohr        | *h₂éws-/h₂óws-/h₂us-´       |                     |                        | uši           | oũs                             | auris                   |                       | áusō                                   | eyra   | ōra    | ēare         | ear    | Ohr   | áu, ó                         |                | ausìs             | ucho                              | unkn    | vesh                 |
| Träne      | *(d)ák̑ru-                   | išḫaḫru             | áśru                   | asrū-         | dákru                           | lacrima (arch. dacruma) | akrūna                | tagr                                   | tár    | zahar  | tēar, tæhher | tear   | Zähre | dér                           | deigr          | ašarà, àšara      |                                   | artawsr |                      |
| Leber      | *yḗkʷr̥, yekʷnés             |                     | yákr̥t                  | yākarǝ        | hẽpar, Gen. hḗpatos             | iecur, Gen. iec(in)oris |                       |                                        |        |        |              |        |       |                               |                | jẽknos, jekanas   | ikra „Rogen“                      | leard   |                      |

## Tiere
|         | idg.                                    | heth.                                                          | ai.      | av.     | gr.                 | lat.     | toch. (B) | got.                       | ais.                      | ahd.  | ae.       | ne.   | nhd.         | air.     | ky.   | lit.                          | aksl.      | arm. | alb.          |
| ------- | --------------------------------------- | -------------------------------------------------------------- | -------- | ------- | ------------------- | -------- | --------- | -------------------------- | ------------------------- | ----- | --------- | ----- | ------------ | -------- | ----- | ----------------------------- | ---------- | ---- | ------------- |
| Pferd   | *h₁ék̑-u-, *h₁ék̑-wo-s                    | h.-luw. ásu-, k.-luw. *āššu- / *azzu-, lyk. esb-, heth. *ekku- | áśvaḥ    | aspa-   | híppos              | equus    | yakwe     | aíƕa- (nur als Kompositum) | jór                       |       | eoh       | horse | Ross         | ech      | ebol  | ašvà                          |            |      |               |
| Rind    | *gʷṓw-s, Gen. *gʷów-s, Akk. *gʷṓ-m      | lyk. wawa-                                                     | gáuḥ     | gāuš    | boũs                | bōs      | keu       |                            | kýr                       | kuo   | cū        | cow   | Kuh          | bó       | buch  | lett. gùovs                   |            | kov  | gak „Keiler“  |
| Schaf   | *h₃éw-i- > *h₃ów-i-, toch. (B) *h₃ṓw-i- | heth. ḫāu̯i-, lyk. χawa-                                        | ávi-     |         | ó(w)is              | ovis     | āw        | aweþi                      | ær                        | ouwi  | ēow, ēowu | ewe   | Aue          | ói       | ewig  | avìs                          | ovĭ-ca     |      |               |
| Bär     | *h₂ŕ̥tk̑-o-s                              | ḫartakk-a-š                                                    | ŕ̥kṣ-a-ḥ  | arǝš-ō  | árkt-o-s            | urs-u-s  |           |                            |                           |       |           |       |              | mir. art | arth  |                               |            | arǰ  | arí           |
| Hund    | *k̑wṓn-/k̑wón-/k̑un-´                      | kun-                                                           | ś(u)vā́   | spā     | kúōn                | canis    | ku        | hunds                      | hundr                     | hunt  | hund      | hound | Hund         | cu       | ci    | šuõ                           |            | šun  | qen           |
| Maus    | *múhs-/mū́s-                             |                                                                | mū́ṣ-     |         | mũs                 | mūs      |           |                            | mús                       |       | mūs       | mouse | Maus         |          |       |                               | myšĭ       | mowk | mi            |
| Schwein | *sū́-/sú(h?)-/sw-ih₂-nó-                 |                                                                | su-karas | hū      | hũs, sũs            | sūs      | suwo      | swein                      | svín „Schwein“, sýr „Sau“ | swīn  | sū        | sow   | Schwein, Sau | socc     | hwch  | lett. sivēns, suvẽns „Ferkel“ |            |      | thi           |
| Wolf    | *wÍ̥kʷ-o-s                               | ulippana                                                       | vŕ̥kaḥ    | vǝhrka- | lúkos               | lupus    |           | wulfs                      | ulfr                      | wulf  | wolf      | wolf  | Wolf         |          |       | vil̃kas                        | vlĭkŭ      |      | ujk           |
| Gans    | *g̑ʰáns-                                 |                                                                | haṁsáḥ   | zāō     | khḗn                | (h)ānser |           |                            | gás                       | gans  | gōs       | goose | Gans         | géiss    | gwydd | žąsìs                         | gǫsǐ       |      | gatë „Reiher“ |
| Ente    | *h₂énh₁t-                               |                                                                | ātí-     |         | nẽssa, nãssa, nẽtta | anas     |           |                            | ǫnd                       | enita | ened      |       | Ente         |          |       | ántis                         | Russ. утка |      | rosë          |

## Landwirtschaft
|         | idg.                                         | heth.                         | ai.                                       | av.                      | gr.             | lat.                                   | toch. (B)        | got.    | ais.  | ahd.         | ae.   | ne.  | nhd.          | air.                        | ky.           | lit.                           | aksl.        | arm.  | alb. kos               |
| ------- | -------------------------------------------- | ----------------------------- | ----------------------------------------- | ------------------------ | --------------- | -------------------------------------- | ---------------- | ------- | ----- | ------------ | ----- | ---- | ------------- | --------------------------- | ------------- | ------------------------------ | ------------ | ----- | ---------------------- |
| Korn    | *g̑r̥h₂-nó-                                    |                               |                                           |                          |                 | grānum                                 |                  | kaúrn   | korn  | korn         | corn  | corn | Korn          | grān                        | grawn         | žìrnis „Erbse“                 | zrŭno        |       | grurë                  |
| Feld    | *h₂ég̑-ro-s > *h₂ág̑-ro-s (griech. *h₂ag̑-ró-s) |                               | ájraḥ                                     |                          | ἀγρός (agrós)   | ager                                   |                  | akrs    | akr   | ackar, ahhar | æcer  | acre | Acker         |                             |               |                                |              | ar(t) |                        |
| pflügen | *h₂erh₃-                                     | ḫarra-i „reißt auf, zerreibt“ |                                           |                          | aróō            | arō (arāre) „pflügen“, arātrum „Pflug“ | āre „Pflug“      | arjan   | erja  |              | erian |      |               | mir. airim                  | arddu         | ariù „pflügen“, árklas „Pflug“ | orjǫ         | araur |                        |
| melken  | *h₂melg̑-                                     |                               | mā́ršti, mā́rjati, mr̥játi                   | marǝzaiti, mǝrǝzaiti     | amélgō          | mulgeō                                 | malk-wer         | miluk-s | mjolk |              | meolc | milk | melken, Milch | bligim                      | blith „Milch“ | mélžu                          | mŭlzu        |       | mjel                   |
| mahlen  | *melh₂-                                      | malla-i                       | mr̥ṇāti, mr̥nati, mármartu „soll zermalmen“ |                          | múllō           | molō                                   | melye „trampeln“ | malan   | mala  |              | melu  | meal | mahlen, Mehl  | melim                       | malu          | malù                           | meljǫ        | malem | miell „Mehl“           |
| Honig   | *meli-t, *mel-nés                            | milit                         |                                           |                          | méli            | mel                                    |                  | miliþ   |       |              | mele  |      |               | mil                         | mel           |                                |              | mełr  | mjaltë                 |
| Met     | *médʰu                                       |                               | mádhu                                     | mađu                     | méthu „Wein“    |                                        | mīt              | midus   | mjǫðr |              | medu  | mead | Met           | mid                         | medd          | medùs „Honig“                  | medъ „Honig“ |       |                        |
| Salz    | *sál-                                        |                               | sal-ilá- „salzig“                         |                          | ἅλς (háls)      | sāl                                    | sālyiye          | salt    | salt  |              | sealt | salt | Salz          | salann                      | halen         | lett. sā̀ls                     | solǐ         | ał    | gjollë „Salzleckstein“ |
| säen    | *seh₁- „säen“, *séh₁-mn̥ „Samen“              |                               |                                           |                          |                 | serō                                   |                  | saían   | sá    | sāmo „Samen“ | sāwan | sow  | säen          | síl „Samen“                 | hil „Samen“   | sė́ju                           | sějǫ         |       |                        |
| regnen  | *sh₂ew „gießen“                              | išḫuu̯ai-i „wirft“             |                                           |                          | hū́ei            |                                        | su-/swās-        |         |       |              |       |      |               |                             |               |                                |              |       | shi                    |
| Joch    | *yug-ó-m                                     | yugan                         | yugám                                     | yaoj-, yuj- „anschirren“ | ζεῦγος (zeûgos) | iugum                                  | yokäm „Tür“ (A)  | juk     | ok    |              | ġeoc  | yoke | Joch          | nir. ughaim „ich zäume auf“ | iau           | jùngas                         | igo          | luc   |                        |

## Tätigkeiten
|                   | idg.                                                      | heth.                   | ai.                                 | av.                         | gr.                                            | lat.                                              | toch. (B)              | got.             | ais.                | ahd.            | ae.                             | ne.                    | nhd.                            | air.                        | ky.                         | lit.                              | aksl.                               | arm.                           | alb.                            |
| ----------------- | --------------------------------------------------------- | ----------------------- | ----------------------------------- | --------------------------- | ---------------------------------------------- | ------------------------------------------------- | ---------------------- | ---------------- | ------------------- | --------------- | ------------------------------- | ---------------------- | ------------------------------- | --------------------------- | --------------------------- | --------------------------------- | ----------------------------------- | ------------------------------ | ------------------------------- |
| atmen             | *h₂enh₁-                                                  |                         | ániti                               | ā̊ntya                       | ánemos „Wind“                                  | anima „Atem“                                      | añiye „Atem“           | uz-anan          | ǫnd „Atem“          | unst „Sturm“    | ōđian „pusten“, or-ōđ „Atemzug“ |                        |                                 | anāl „Atem“                 |                             |                                   | vonja „Geruch“                      |                                | g-nem „Weihrauch“               |
| schlafen          | *swep- „schlafen“, *swép-no-s „Schlaf“, griech. *sup-nó-s | šup-, šuppariya-        | svápnaḥ „Schlaf“                    | xᵛafna- „Schlaf“            | húpnos „Schlaf“                                | somnus „Schlaf“                                   | ṣpäne „Schlaf“         |                  | svefn „Schlaf“      |                 | swefan                          |                        |                                 | sūan „Schlaf“               | hun „Schlaf“                | sãpnas „Traum“                    | sŭnŭ „Schlaf, Traum“                | kʿun „Schlaf“                  | gjumë „Schlaf“                  |
| schwitzen         | *sweyd-                                                   |                         | svḗda- „Schweiß“                    | xᵛaēda- „Schweiß“           | (e)ĩdos „Schweiß“                              | sūdor „Schweiß“                                   |                        |                  | sveiti              |                 | swāt                            | sweat                  | schwitzen                       |                             | chwys „Schweiß“             | lett. sviêdri „Schweiß“           |                                     | kʿirt-n „Schweiß“              | dirsë, djersë „Schweiß“         |
| essen             | *h₁ḗd-, *h₁éd-; arm. *h₁ṓd-                               | ed-zi                   | ádmi                                | aδāiti                      | édō                                            | edō                                               |                        | itan             | eta                 | ezzan           | etan                            | eat                    | essen                           | estir                       | ys                          | ė́du                               | jamĭ                                | owtem                          | ha                              |
| trinken           | *peh₃-                                                    | pā-š-i                  | pā́ti, píbati                        |                             | pī́nō                                           | bibō                                              |                        |                  |                     |                 |                                 |                        |                                 | ibid                        | iben                        |                                   | pijǫ                                | əmpem                          | pi                              |
| singen            | *kán-                                                     |                         |                                     |                             | kan(áss)ō                                      | canō, cantus, ac-centus; carmen; cicōnia „Storch“ | kan „Melodie“          | hana „Hahn“      | hani; hø̄na „Henne“  | hano; huon      | hana                            | hen „Henne“            | Hahn; Huhn                      | canaid                      |                             |                                   | kánja „Milan“ (russ.)               |                                | këngë „Lied/Song“               |
| sprechen          | *wékʷ-                                                    |                         | vákti, vácas-                       | vacah-                      | épos                                           | vocō, vōx                                         | wek                    |                  | vāttr „Zeugnis“     | (gi)wah(anen)   |                                 |                        | (er)wäh(nen)                    | foccul                      | gwaethl                     | wackītwei „locken“ (altpreußisch) |                                     | gočem                          |                                 |
| hören             | *k̑léw-                                                    |                         | śrávas-, śrómata- „Berühmtheit“     | sravah-                     | kléos                                          | in-clutus, clueō                                  | kälywe                 | hliuma           | hljōþ „Laut“        | hlūt            | hlūd, hlystan                   | loud, listen           | laut, Leu(mund)                 | cloth                       | clywed                      | šlovė̃                             | slava                               | luṙ „schweigend“ *k̑lu-s-ri-    |                                 |
| flechten, zimmern | *teks-                                                    | takš-zi „fügt zusammen“ |                                     | ham taxša- (altpersisch)    | téchnē                                         | texō                                              |                        |                  | þexla „Axt“         | dehsa(la) „Axt“ | þeox „Speer“                    |                        | Dachs *tóks-u-                  |                             |                             |                                   |                                     |                                |                                 |
| gebären           | *g̑enh₁-,                                                  |                         | jánati                              | zīzǝnti                     |                                                | gignō „hervor-bringen“                            | kän- „zustande-kommen“ | -kunds „geboren“ | kind „Kleines Kind“ | kind „Kind“     |                                 |                        | Kind                            |                             | genni „geboren werden“      |                                   |                                     | cnanim                         |                                 |
| wachsen           | *h₂ewg-, h₂weg-                                           |                         | úkṣati                              | uxšyeiti                    | aúksō, auksánō                                 | augeō                                             | aukšu „alt“            | aukan, wahsjan   | auka, vaxa          |                 | ēacian, weaxan                  | eke, wax (of the moon) | wachsen                         | fēr „fett“                  | gwair „fett“                | áugu                              |                                     |                                |                                 |
| leben             | *gʷih₃-wó-                                                |                         | jīvá- „lebend“, jīvitam „Leben“     | gayō „Leben“, ǰva- „lebend“ | bíos „Leben“                                   | vīvus „lebend“; vīta „Leben“                      | śai- „leben“           | qius „lebend“    | kvikr „lebend“      |                 | cwicu „lebend“                  | quick (< ae. cwicu)    | Quecksilber „lebendiges Silber“ | biu „lebend“; bethu „Leben“ | byw „lebend“, bywyd „Leben“ | gývas „lebend“, gyvatà „Leben“    | živŭ „lebend“, žitĭ, životŭ „Leben“ | keam „ich lebe“                | gjallë „lebendig“; jeta „Leben“ |
| sterben           | *mer-                                                     | mer-zi „verschwindet“   | már-a-ti/-tē „stirbt“, mr̥-tá- „tot“ | merə-                       | émorten (aor.) „starb“, ámbrotos „unsterblich“ | morior                                            |                        | maúrþr „Mord“    | morð                |                 | morþor                          | murder (< OE morþor)   | Mord                            | marb „tot“                  | marw „tot“                  | mìrštu                            | mĭrǫ                                | meṙanim „sterben“, meṙac „tot“ | mërshë „Leiche“                 |

## Erläuterungen
- Abkürzungen: idg. = Indogermanische Ursprache (rekonstruiert), heth. = Hethitisch, h.-luw. = Hieroglyphenluwisch, k.-luw. = Keilschriftluwisch, lyk. = Lykisch, lyd. = Lydisch, kar. = Karisch, iir. = Indoiranisch, ai. = Altindisch, av. = Avestisch, gr. = Altgriechisch, lat. = Latein, toch. (B) = Tocharisch B, got. = Gotisch, ais. = Altisländisch, ahd. = Althochdeutsch, ae. = Altenglisch, ne. = Neuenglisch, nhd. = Neuhochdeutsch, air. = Altirisch, ky. = Kymrisch/Walisisch, bsl. = Balto-Slawisch, lit. = Litauisch, aksl. = Altkirchenslawisch, arm. = Altarmenisch, alb. = Albanisch